# Saison 1 de The Walking Dead
Chronologie
Saison 2
La première saison de The Walking Dead, série télévisée américaine inspirée de la bande dessinée du même nom de Robert Kirkman et Charlie Adlard est constituée de six épisodes, diffusés du 31 octobre 2010 au 5 décembre 2010 sur AMC.
Cette saison suit les aventures de Rick Grimes, depuis sa sortie du coma et sa découverte des « rôdeurs » (mort-vivants) après une épidémie post-apocalyptique jusqu'à l'explosion du CDC d'Atlanta dans lequel lui et son groupe s'était réfugié.

## Généralités
Après une épidémie post-apocalyptique ayant transformé la quasi-totalité de la population américaine et mondiale en mort-vivants ou « rôdeurs », un groupe d'hommes et de femmes mené par l'adjoint du shérif du comté de Kings (en Géorgie) USA, Rick Grimes, tente de survivre…
Ensemble, ils vont devoir tant bien que mal faire face à ce nouveau monde devenu méconnaissable, à travers leur périple dans le Sud profond des États-Unis.

### Evènements principaux
Réveillé d'un profond coma après une fusillade, Rick Grimes se rend compte qu'une épidémie post-apocalyptique a transformé la quasi totalité de la population américaine en zombie, surnommés « rôdeurs ». Il part à la recherche de sa femme Lori et de leur fils Carl vers la ville d'Atlanta. Il les retrouve dans un camp de réfugiés dans les collines de la ville et y rencontre par la même occasion Andrea Harrison, sa sœur Amy, Dale Horvath, Glenn Rhee, T-Dog, Jacqui, Carol Peletier, son mari Ed et leur fille Sophia, Merle et Daryl Dixon, Jim et Morales. Mais ce qu'il ne sait pas, c'est que sa femme a entretenue jusqu'alors une relation intime avec Shane Walsh, le meilleur ami de Rick avec l'apocalypse, pensant son mari décédé.
Après une violente attaque par un groupe de rôdeurs qui fait plusieurs victimes comme Amy et Ed Peletier, les membres du camp restant partent pour le centre ville et se rendent au CDC où ils espèrent trouver un remède. Mais au lieu de ça, le médecin Edwin Jenner leur apprend que la quasi population mondiale a été décimée et qu'il n'existe aucun remède tandis que toute communication extérieure avec un autre pays est impossible. Finalement, le CDC est détruit par une explosion du groupe électrogène et les membres du groupe encore en vie reprennent la route vers une destination inconnue.

## Distribution

### Acteurs principaux
- Andrew Lincoln (VF : Tanguy Goasdoué) : Rick Grimes
- Jon Bernthal (VF : Jérôme Pauwels) : Shane Walsh
- Sarah Wayne Callies (VF : Gaëlle Savary) : Lori Grimes
- Laurie Holden (VF : Déborah Perret) : Andrea Harrison
- Jeffrey DeMunn (VF : Jean-Luc Kayser) : Dale Horvath
- Steven Yeun (VF : Benoît DuPac) : Glenn Rhee
- Chandler Riggs (VF : Gwenaëlle Jegou) : Carl Grimes

### Acteurs secondaires
- Irone Singleton (VF : Gilles Morvan) : Theodore « T-Dog » Douglas (5 épisodes)
- Emma Bell (VF : Noémie Orphelin) : Amy (5 épisodes)
- Jeryl Prescott (VF : Maïk Darah) : Jacqui (5 épisodes)
- Andrew Rothenberg (VF : Fabien Jacquelin) : Jim (5 épisodes)
- Juan Gabriel Pareja   (VF : Luc Boulad) : Morales (4 épisodes)
- Norman Reedus (VF : Emmanuel Karsen) : Daryl Dixon (4 épisodes)
- Melissa McBride (VF : Françoise Rigal) : Carol Peletier (4 épisodes)
- Madison Lintz : Sophia Peletier, fille de Carol et Ed Peletier (4 épisodes)
- Michael Rooker (VF : Patrick Floersheim) : Merle Dixon, frère de Daryl Dixon (3 épisodes)
- Adam Minarovich (VF : Olivier Cordina) : Ed Peletier (2 épisodes)
- Noah Emmerich (VF : Emmanuel Jacomy) : Dr Edwin Jenner (2 épisodes)
- Viviana Chavez-Vega : Miranda Morales (2 épisodes)

### Invités
- Lennie James (VF : Thierry Desroses) : Morgan Jones (épisode 1)
- Adrian Kali Turner (VF : Corinne Martin) : Duane Jones, fils de Morgan Jones (épisode 1)
- Jim Coleman : adjoint du shérif Lambert Kendal (épisode 1)
- Linds Edwards : adjoint du shérif Leon Basset (épisode 1)
- Keisha Tillis : Jenny Jones (transformée en rôdeuse) (épisode 1)
- Neil Brown, Jr. (VF : Thomas Roditi) : Guillermo (épisode 4)
- Noel Gugliemi : Felipe (épisode 4)
- Anthony Gujardo (VF : Emmanuel Garijo) : Miguel (épisode 4)
- Gina Morelli (VF : Catherine Artigala) : la grand-mère (abuela) (épisode 4)
- James Gonzaba : Jorge (épisode 4)
- Travis Love (VF : Franck Sportis) : Shumpert (épisode 4)

## Production
Aucune explication n’est proposée concernant l'apparition des « rôdeurs » ou mort-vivant, si ce n'est qu'une pandémie de fièvre s'est abattue sur le pays.

## Résumé
Le shérif Rick Grimes se réveille à l'hôpital après un long coma dû à une blessure par balle lors d'une fusillade. Il découvre un monde ravagé par une épidémie et envahi par des morts-vivants. A sa sortie d'hôpital, il rencontre Morgan et son fils Duane Jones qui lui expliquent la situation actuelle : les États-Unis sont ravagés par l'épidémie et il n'existe plus aucune forme d'autorité nulle part. Rick part à la recherche de sa femme Lori et de son fils Carl. Il laisse à Morgan un talkie walkie pour pouvoir le joindre chaque jour et le tenir informé de sa position. Arrivé à Atlanta, il tombe sur une énorme meute de rôdeurs qui le poursuit. Abrité dans un tank, il ne doit sa vie qu'à Glenn, un jeune homme qui le ramène à son repaire, un magasin. Ils y retrouvent une partie de son groupe, Andrea, T-Dog, Jacqui et Merle. Merle finit par être menotté sur le toit par Rick à cause de son comportement violent envers T-Dog. Tandis que les rôdeurs pénètrent dans le magasin, le groupe s'échappe et laisse Merle menotté. Rick fait la connaissance des autres membres du groupe de survivants qui a trouvé refuge et monté un camp dans les collines d'Atlanta. Il y retrouve Lori et Carl qui ont été sauvés par Shane Walsh, son meilleur ami et coéquipier. Il fait la connaissance de Dale Horvath, le sage du groupe, de Daryl Dixon, chasseur rebelle et frère de Merle, d'Amy, la sœur d'Andrea, d'Ed Peletier, un homme violent envers sa femme Carol et leur fille Sophia, et enfin de Jim. Shane a eu une relation intime avec Lori, cette dernière pensant Rick décédé. Mais au retour de son mari, Lori interdira à Shane de s'approcher d'elle et son fils, étant sûre que Shane lui a menti au sujet de Rick. Alors que Shane pensait ce dernier réellement mort.
Rick, Daryl, Glenn et T-Dog retournent à Atlanta pour récupérer Merle. Ils ne trouvent que sa main menottée. Merle vole leur véhicule, les laissant à pieds. Dans la nuit, le camp est attaqué par un important groupe de rôdeurs qui tue plusieurs membres du groupe dont Amy et Ed. Le carnage est stoppé par l'arrivée de Rick et les autres. Andrea sombre alors dans une grande dépression et veille sa sœur pendant des heures. Elle assiste avec le groupe à sa transformation en zombie. Après un dernier au revoir, Andrea achève sa sœur. Une cérémonie est organisée pour les victimes des rodeurs. Morales, femme et enfants partent retrouver leur famille, tandis que le groupe se rend au CDC d'Atlanta . Jacqui découvre que Jim a été mordu, il est dévasté par la fièvre et demande à être abandonné à la lisière de la forêt. Après les au revoir de tout le groupe, Jim se laisse mourir tandis que ses amis reprennent la route.
À leur arrivée au CDC, ils découvrent le Dr Edwin Jenner, seul survivant, qui leur explique que la plupart des scientifiques ont pris la fuite, ou se sont suicidé. Il leur dévoile le résultat de recherches faites sur la maladie qui transforme en trois minutes seulement un individu. Seul le tronc cérébral reprend sa fonction après le décès, ce qui permet de se déplacer. Le seul moyen pour venir à bout du "rodeur" : détruire le cerveau. Jenner leur révèle qu'aucun remède n'a été trouvé et que le monde entier est anéanti par la maladie, pas seulement les États-Unis comme ils le pensaient. Les espoirs d'Andrea que le monde s'en sorte sont anéantis. Alors qu'ils retrouvent un certain réconfort, notamment de l'eau, de la nourriture et même des douches, Shane alcoolisé tente de violer Lori qui parvient à le repousser et ne pas lui faire franchir les limites. Le lendemain, un compte à rebours est enclenché.  Arrivé à zéro, s'enclenchera la destruction complète du CDC par une énorme explosion pour empêcher toute contamination par n'importe quel virus venant du CDC. Le groupe parvient à sortir mais Andrea et Jacqui préfèrent y rester pour mourir avec le Dr Jenner, n'étant pas prêtes à affronter l’extérieur. Juste avant la fuite du groupe, le Dr Jenner chuchote quelque chose à l'oreille de Rick, qui reste secret et bouche bée. Dale parvient à faire sortir Andrea in extremis.
L'explosion détruit intégralement le complexe, le Dr. Jenner et Jacqui à l'intérieur, mourant tous les deux dans l'explosion. Le reste du groupe reprend finalement la route.

## Liste des épisodes
1. Passé décomposé
2. Tripes
3. T’as qu’à discuter avec les grenouilles
4. Le Gang
5. Feux de forêt
6. Sujet-test 19

### Épisode 1:Passé décomposé
- États-Unis : 31 octobre 2010 sur AMC[1]
- France : 
  - 20 mars 2011 sur Orange Cinéchoc[2],[3]
  - 12 janvier 2012 sur Sundance Channel France[4]
  - 17 juin 2012 sur TF6
  - 2 novembre 2012 sur NT1[5]
- Belgique : 
  - 4 avril 2011 sur Be Séries[6]
  - 23 mars 2014 sur Plug RTL[7]
- Suisse : 2 décembre 2011 sur TSR1[8]

- États-Unis : 5,35 millions de téléspectateurs[9] (première diffusion)
- France : 0,3 million de téléspectateurs[10] (première diffusion)

- Lennie James (Morgan Jones)
- Emma Bell (Amy Harrison)

- Cet épisode a une durée de 90 minutes[11], publicités incluse (67 minutes sans la publicité).
- L'épisode a obtenu une audience record pour un lancement de série sur AMC[12].

### Épisode 2:Tripes
- États-Unis : 7 novembre 2010 sur AMC[1]
- France : 
  - 27 mars 2011 sur Orange Cinéchoc[3]
  - 17 juin 2012 sur TF6
  - 2 novembre 2012 sur NT1
- Belgique : 4 avril 2011 sur Be Séries
- Suisse : 2 décembre 2011 sur TSR1[8]

- États-Unis : 4,71 millions de téléspectateurs[13] (première diffusion)
- France : 0,41 million de téléspectateurs[10] (première diffusion)

- Michael Rooker (Merle Dixon)
- Emma Bell (Amy Harrison)
- Andrew Rothenberg (Jim)
- Juan Pareja (Morales)

### Épisode 3:T'as qu'à discuter avec les grenouilles
- États-Unis : 14 novembre 2010 sur AMC[1]
- France : 
  - 27 mars 2011 sur Orange Cinéchoc[3]
  - 9 novembre 2012 sur NT1
- Belgique : 11 avril 2011 sur Be Séries
- Suisse : 9 décembre 2011 sur TSR1

- États-Unis : 5,07 millions de téléspectateurs[14] (première diffusion)
- France : 0,35 million de téléspectateurs[10] (première diffusion)

- Norman Reedus (Daryl)
- Michael Rooker (Merle)
- Emma Bell (Amy)
- Juan Pareja (Morales)
- Andrew Rothenberg (Jim)

### Épisode 4:Le gang
- États-Unis : 21 novembre 2010 sur AMC[1]
- France : 
  - 3 avril 2011 sur Orange Cinéchoc[3]
  - 9 novembre 2012 sur NT1
- Belgique : 11 avril 2011 sur Be Séries
- Suisse : 9 décembre 2011 sur TSR1

- États-Unis : 4,75 millions de téléspectateurs[15] (première diffusion)
- France : 0,3 million de téléspectateurs[10] (première diffusion)

- Norman Reedus (Daryl)
- Emma Bell (Amy)
- Andrew Rothenberg (Jim)
- Juan Pareja (Morales)
- Noel G. (Felipe)

### Épisode 5:Feux de forêt
- États-Unis : 28 novembre 2010 sur AMC[1]
- France : 
  - 3 avril 2011 sur Orange Cinéchoc[3]
  - 16 novembre 2012 sur NT1
- Belgique : 18 avril 2011 sur Be Séries
- Suisse : 16 décembre 2011 sur TSR1[16]

- États-Unis : 5,56 millions de téléspectateurs[17] (première diffusion)
- France : 0,3 million de téléspectateurs[10] (première diffusion)

- Norman Reedus (Daryl)
- Emma Bell (Amy)
- Andrew Rothenberg (Jim)
- Juan Pareja (Morales)
- Noah Emmerich (Jenner)

- Première transformation d'humain en rôdeur montrée par la mort d'Amy.
- On peut entendre la pièce "Adagio In D Minor" de John Murphy (B.O. des films Sunshine et Kick-Ass) lors du départ du groupe pour le CDC d'Atlanta.
- Départ de l'actrice Emma Bell de la distribution secondaire qui interprète Amy.

### Épisode 6:Sujet-test 19
- États-Unis : 5 décembre 2010 sur AMC[1]
- France : 
  - 10 avril 2011 sur Orange Cinéchoc[3]
  - 16 novembre 2012 sur NT1
- Belgique : 18 avril 2011 sur Be Séries
- Suisse : 16 décembre 2011 sur TSR1[16]

- États-Unis : 5,97 millions de téléspectateurs[18] (première diffusion)
- France : 0,3 million de téléspectateurs[10] (première diffusion)

- Norman Reedus (Daryl)
- Noah Emmerich (Jenner)

- Départs des acteurs Jeryl Prescott et Noah Emmerich de la distribution secondaire.